# Amorophaga rosemariae
Amorophaga rosemariae är en fjärilsart som beskrevs av Robinson 1986. Amorophaga rosemariae ingår i släktet Amorophaga och familjen äkta malar.
Artens utbredningsområde är Nepal. Inga underarter finns listade i Catalogue of Life.